# Galerucella consentanea
Galerucella consentanea là một loài bọ cánh cứng trong họ Chrysomelidae. Loài này được Hope miêu tả khoa học năm 1924.